# Asociace soukromého zemědělství České republiky
Asociace soukromého zemědělství ČR (ASZ ČR) je dobrovolnou stavovskou a profesní organizací soukromých zemědělců v České republice, která má přibližně sedm a půl tisíce členů. Byla založena roku 1998. Členové asociace se hlásí k odkazu starých selských tradic a rodinné farmy vnímá jako základ moderního evropského zemědělství a živého venkova. Základním předmětem činnosti ASZ ČR je obhajoba ekonomických, sociálních a odborných zájmů českých soukromých zemědělců v České republice a v zahraničí. Předsedou je Jaroslav Šebek.